# Мелешко, Олег Михайлович
Олег Михайлович Мелешко (15 марта 1935 года, село Бургун-Маджары, Левокумский район, Ставропольский край — 2 августа 2019 года) — председатель колхоза «Орловский» Кировского района Ставропольского края. Герой Социалистического Труда (1990). Лауреат премии Совета Министров СССР (1986).

## Биография
Родился в 1935 году в крестьянской семье в селе Бургун-Маджары Ставропольского края. В 1954 году, окончив зооветеринарный техникум в Махачкале, возвратился на родину и трудился бригадиром комплексной бригады в колхозе имени Жданова в селе Заря Бургун-Маджарского района. С 1959 года — главный зоотехник птицефабрики в Новопавловске Кировского района, инструктор Кировского райкома КПСС. С 1960 года — секретарь парткома колхоза имени Калинина Кировского района.
В 1972 году назначен председателем отстающего колхоза «Орловский» Кировского района. Вывел колхоз в число передовых сельскохозяйственных производств Ставропольского края. В 1990 году колхоз получил в среднем по 62 центнера зерновых с каждого гектара, удой на каждую фуражную корову составил 4200 килограммов молока. Указом № 615 Президента СССР Михаила Сергеевич Горбачёва «О присвоении звания Героя Социалистического Труда передовикам производства агропромышленного комплекса Ставропольского края» от 23 августа 1990 года «за выдающиеся успехи в развитии сельского хозяйства, большой личный вклад в увеличение производства и продажи государству сельскохозяйственной продукции на основе применения прогрессивных технологий и передовых методов организации труда» удостоен звания Героя Социалистического Труда с вручением ордена Ленина и золотой медали «Серп и Молот».
В 1986 году удостоился премии Совета Министров СССР «за разработку и внедрение системы кормопроизводства в Кировском районе Ставропольского края». Руководил колхозом в течение 25 лет до выхода на пенсию в 1997 году.
Награды
- Герой Социалистического Труда
- Орден Ленина — дважды (06.06.1984; 1990)
- Орден Трудового Красного Знамени (07.12.1973)
- Орден «Знак Почёта» (08.04.1971)
- Медаль «За трудовое отличие» (22.03.1966)